# Elymus curvifolius
Elymus curvifolius är en gräsart som först beskrevs av Johan Martin Christian Lange, och fick sitt nu gällande namn av Aleksandre Melderis. Elymus curvifolius ingår i släktet elmar, och familjen gräs. Inga underarter finns listade i Catalogue of Life.